# García Guirao
García Guirao, nombre artístico de Juan García Pérez (Moratalla, 18 de agosto de 1904 – Madrid, 26 de mayo de 1971), fue un cantante español de zarzuela y canción ligera, que desarrolló gran parte de actividad en Argentina.

## Biografía
Único varón de una familia humilde murciana, dejó la escuela para ayudar en la huerta; allí los patrones propietarios le pagaron estudios en la escuela del Conservatorio de Música y luego recibió una beca de la Diputación para el Conservatorio de Madrid, con el maestro Tabuyo. En la capital hizo sus primeras actuaciones adoptando desde el principio el nombre artístico por el que luego será conocido. Salido del conservatorio durante unos años trabajó en espectáculos de zarzuela (afianzando su fama en teatros populares como el teatro Fuencarral, el Fontalba, o el Calderón.
Tras la guerra civil española, y a pesar del mediano éxito de Limosna de amor y la habanera Tarde de otoño en Platerías, García Guirao decidió continuar su trabajo en Argentina, donde permanecería durante ocho años, haciéndose popular en Radio Belgrano y Radio El Mundo.  Tras un periodo de dos años en España, regresó a Argentina, donde permanecería hasta 1965 año en que, ya enfermo, volvió a España, alternando sus últimos meses entre Moratalla y Madrid, donde falleció a los 65 años de edad. Precisamente, ese año de su muerte su versión de Limosna de amor se eligió para la banda sonora musical de la película Canciones para después de una guerra, filmada de forma clandestina.
Entre sus éxitos (además de las ya mencionadas), se recuerdan canciones como Madre, Hijo, El emigrante o Argentina yo te evoco.

## Homenajes
Tiene una calle en su pueblo natal, y en 1983 recibió un pequeño homenaje local.